# Prophecy I: The Viking Child
Prophecy I - The Viking Child is een videospel voor de platforms Commodore Amiga. Het spel werd uitgebracht in 1990. 